# Utwe
Utwe – miasto w Mikronezji, w stanie Kosrae. Według danych szacunkowych na rok 2008 liczy 1079 mieszkańców. W pobliżu miasta znajduje się Utwe-Walung Marine Park, wpisany na listę rezerwatów biosfery.